# Marchio registrato

Il logo del "Marchio Registrato".

Il marchio registrato è un segno distintivo che, a seguito di deposito e successiva concessione da parte di un ente governativo preposto, gode di una particolare tutela giuridica nei confronti di terzi. In quanto segno distintivo identifica un bene o servizio indicandone la fonte di origine nel titolare.
I diritti in capo al titolare del marchio registrato partono dalla data di deposito della domanda di registrazione oppure, se previsto dalle leggi e dai regolamenti, dall'uso protratto del medesimo segno per i medesimi prodotti o servizi attraverso la cosiddetta rivendicazione d'uso. Il diritto di privativa che nasce dalla registrazione di marchio consente al titolare o aventi diritto - licenziatari ad esempio - di utilizzare il marchio in modo esclusivo per contraddistinguere beni o servizi, la comunicazione pubblicitaria relativa ai medesimi o comunque qualunque tipo di attività commerciale o economica a essi connessa. Tale privativa si estende per i paesi in cui il marchio è stato depositato/registrato attraverso procedure nazionali o internazionali che prevedono con un unico deposito la tutela per più nazioni aderenti a trattati internazionali o transnazionali.
I diritti di privativa hanno durata limitata nel tempo variabile a seconda delle legislazioni dei singoli stati e sono rinnovabili previa procedura apposita e pagamento delle relative tasse.

## Storia
I primi marchi registrati di cui si ha traccia risalgono all'Impero romano quando i fabbri apponevano sulle spade particolari simboli così da non poter essere copiate. Anche la storica birreria Löwenbräu che dichiara di utilizzare il suo simbolo del leone dal 1383. La prima legislazione ufficiale venne approvata dal Parlamento Inglese sotto il re Enrico III nel 1266, che richiese a tutti i panettieri di usare un marchio distintivo per il pane che vendevano.
La prima legge moderna sul marchio registrato venne approvata nel 1857 quando in Francia con la "Legge per i Marchi di Manifattura e Beni".
In Inghilterra nel 1875 venne approvato l'"Atto per la Registrazione del Marchio Registrato" che permetteva la registrazione dei primi marchi inglesi.
Negli Stati Uniti, la prima legislazione ufficiale sul marchio registrato risale al 1905 quando il congresso degli Stati Uniti approvo il "Trademark Act".

## Descrizione

### Utilizzo
Il marchio registrato garantisce ai consumatori di poter risalire alla fonte d'origine dei prodotti o servizi da esso contrassegnati e al titolare di poter impedire a terzi l'uso di marchi confondibili per prodotti o servizi identici o affini.
Il diritto di privativa ha durata limitata nel tempo e, comunque, è condizionato nella maggioranza dei paesi del mondo dall'effettivo uso in commercio dello stesso. A seconda delle legislazioni infatti il marchio che non viene utilizzato, solitamente per cinque anni dalla data di deposito, benché non decada automaticamente non può essere fatto valere in un eventuale giudizio di merito contro l'uso in buona fede fatto da soggetti terzi.
L'uso del marchio registrato può essere fatto dal titolare del marchio stesso o da soggetti terzi autorizzati dal medesimo attraverso accordi di vario genere. Tra i più utilizzati vi sono contratti di licenza, di franchising, di sponsorizzazione. In ogni caso l'uso del marchio registrato non può mai essere fatto, a pena di decadenza, in modo tale da generare nel pubblico dei consumatori dubbi sulla provenienza dei prodotti o servizi.
In alcuni paesi è necessario produrre durante il periodo di validità del marchio - ossia il periodo per il quale secondo le leggi vigenti il marchio è stato registrato - delle dichiarazioni d'uso, ad esempio in USA. Tali dichiarazioni non comportano l'effettiva produzione di materiale documentale come etichette, imballaggi o altro, ma una dichiarazione giurata del titolare. Nel caso vengano prodotte false dichiarazioni d'uso il titolare perde la possibilità di uso del diritto di privativa e incorre nelle sanzioni, anche di tipo penale, previste dal diritto vigente.

### Simboli
In Italia non esistono leggi che impongono particolari simboli per contraddistinguere i marchi registrati. L'uso dei simboli in questione non è obbligatorio dal punto di vista legale né fornisce alcuna ulteriore protezione. Essi vengono tuttavia utilizzati come deterrente contro possibili contraffazioni in quanto indicano che il marchio in questione è registrato o quantomeno sono state attivate domande di privativa.
L'aggiunta del simbolo ® accanto al marchio serve a ricordare che si tratta di segno distintivo registrato, un sistema per evitare la decadenza per volgarizzazione del marchio (poiché al pubblico viene in un certo senso ricordato che si tratta sempre di un marchio registrato, non di una denominazione generica o altro). Un marchio registrato all'estero può essere riconosciuto anche tramite i seguenti simboli:
- ™ ("marchio commerciale" dall'inglese Trade Mark, formato dalle lettere "TM"; i marchi che lo riportano hanno richiesto la registrazione ma sono ancora in attesa di approvazione; marchio usato per la sponsorizzazione).
- ℠ ("marchio di servizio" dall'inglese Service Mark, formato dalle lettere "SM" in apice, negli USA viene utilizzato per identificare i servizi piuttosto dei prodotti; marchio di servizio non registrato, marchio usato per la sponsorizzazione).

È sconsigliabile utilizzare questi simboli se ciò non corrisponde al vero. L'art. 127 del D. Lgs. 10 febbraio 2005, n. 30 (Codice della proprietà industriale) prevede infatti una sanzione amministrativa per chiunque appone su un oggetto, parole o indicazioni non corrispondenti al vero, tendenti a far credere che il marchio che lo contraddistingue sia stato registrato.

## Registrazione del marchio
In Italia, per ottenere la registrazione del marchio, è possibile percorrere due vie, che permettono di ottenere diverse tutele:
- Registrazione nazionale in Italia;
- Registrazione comunitaria.

### Registrazione nazionale
Il primo modo per ottenere il riconoscimento del proprio marchio è registrarlo, come marchio nazionale, attraverso il deposito della domanda all'Ufficio Italiano Brevetti e Marchi.
Questa registrazione permette di invocare la priorità unionista all'estero oppure di ottenere la registrazione internazionale, da conseguire all'Ufficio di Ginevra.
Dal 1996, grazie all'entrata in operatività del protocollo aggiuntivo di Madrid del 1989, che si è aggiunto all'arrangement di Madrid del 1891, è possibile ora ottenere che la registrazione internazionale abbia inizio insieme con il deposito di domanda nel paese di origine e, nel caso in cui la registrazione internazionale non fosse accettata o ritenuta invalida nei primi 5 anni, è possibile ottenere la conversione in una domanda nazionale dotata della priorità originaria.

### Registrazione comunitaria
La registrazione comunitaria, a differenza di quella italiana, permette di ottenere una protezione maggiore, grazie al fatto che il marchio non sarà più sottoposto al diritto nazionale, ma a uno unitario valente in tutta la Comunità.
La domanda deve essere presentata o all'Ufficio dei marchi comunitari di Alicante o presso l'Ufficio nazionale, che la inoltrerà a quella comunitaria.

### Presupposti di validità per la registrazione
Per essere validamente registrato come marchio, secondo la legge, un segno deve essere dotato di:
- novità: non confondibile con segni distintivi altrui già esistenti;
- capacità distintiva: idoneo a distinguere un prodotto o servizio da quello di altri e che non sia una caratteristica intrinseca del prodotto.[9] Nella giurisprudenza comunitaria, l'accertamento va condotto tenendo conto di un parametro medio di consumatore, a seconda del bene pubblicizzato;[10]
- liceità: non contrario alla legge, all'ordine pubblico e al buon costume e non idoneo a trarre in inganno i consumatori sulla provenienza geografica, sulle caratteristiche e le qualità dei relativi prodotti o servizi.

### Cosa può essere registrato
Possono costituire marchi registrati, come stabilisce ad esempio l'art. 4 del regolamento 40/94/CE tutti i segni, rappresentabili graficamente, idonei a distinguere i prodotti o i servizi di una fonte d'origine - impresa o soggetto privato - da quelli altrui:
- parole (compresi i nomi di persona);
- disegni;
- lettere;
- cifre;
- suoni;
- forme del prodotto o della sua confezione che siano in grado di distinguersi significativamente dagli usi comuni nel settore;[13][14]
- combinazioni o tonalità cromatiche.

### Cosa non può essere registrato
Secondo la legge non possono essere registrate alcune categorie di segni, quali ad esempio:
- i segni contenenti simboli, emblemi e stemmi che rivestano un interesse pubblico, a meno che l'autorità competente non ne abbia autorizzato la registrazione;
- i segni che potrebbero ingannare il pubblico, in particolare sulla provenienza geografica, sulla natura o sulla qualità dei prodotti o servizi;[15]
- i ritratti delle persone senza il consenso delle medesime e i nomi di persona se il loro uso sia tale da ledere la fama e il decoro di chi ha il diritto di portare tali nomi;[16]
- i segni che possono costituire una violazione di diritto d'autore o di proprietà industriale altrui;
- i segni divenuti di uso comune nel linguaggio corrente o negli usi costanti del commercio;[17]
- i segni che hanno nel linguaggio comune un significato, salvo che siano applicati a beni che non hanno aderenza concettuale;[18][19]
- i segni identici o simili a un segno già noto come marchio, insegna e nome a dominio aziendale, adottato da altri, se da ciò possa determinarsi un rischio di confusione per il pubblico a causa dell'affinità di prodotti o servizi;
- i segni identici o simili a un marchio già da altri registrato anche per prodotti o servizi non affini, quando il marchio goda di rinomanza nello Stato (o, se comunitario, nella Comunità) e se l'uso del segno consenta di trarre indebitamente vantaggio dal o rechi pregiudizio allo stesso;
- i segni "olfattivi", in quanto, nel caso sia pubblicizzato un profumo o una fragranza, essi sarebbero una caratteristica intrinseca del prodotto e ciò vale anche nell'eventualità di beni diversi, visto che la visione dei registri dei marchi non permetterebbe di impedire la contraffazione da parte degli avversari;[20]
- i segni che contengono singole lettere o cifre basse, salvo che siano distinguibili grazie alla caratterizzazione grafica;[21]
- i nomi geografici che possono indicare una qualità del prodotto o ingannare sull'origine di questi;[22]
- i segni contrari alla legge, all'ordine pubblico o al buon costume.[15]

### Chi può registrare un marchio
Secondo l'art. 19 del Codice della proprietà industriale può ottenere una registrazione per marchio d'impresa chi lo utilizzi, o si proponga di utilizzarlo, nelle prestazioni di servizio della propria impresa o di imprese che ne facciano uso con il proprio consenso.
È ammessa inoltre la registrazione anche da parte di colui che non voglia farne un uso diretto, per esempio un'agenzia pubblicitaria.

### Come registrare un marchio nazionale
La domanda di registrazione per marchio d'impresa deve essere depositata presso una qualsiasi Camera di Commercio. Il processo di registrazione dei marchi nazionali si articola in diverse fasi:
- Ricevibilità: l'Ufficio controlla che la domanda sia conforme alle condizioni stabilite dall'art. 148 del CPI.
- Esame formale: l'Ufficio verifica che la domanda contenga quanto previsto dall'art. 156 del CPI.
- Esame tecnico: l'Ufficio, riconosciuta la regolarità formale della domanda di registrazione, procede nell'accertare che non esistano impedimenti assoluti alla registrazione.
- Pubblicazione: la domanda di registrazione è messa immediatamente a disposizione del pubblico.
- Opposizione amministrativa: possibilità, per i soggetti legittimati dall'art.177 del CPI[23], di opporsi alla registrazione della domanda di marchio entro tre mesi dalla sua pubblicazione.

In questa opposizione, da parte dei soggetti legittimati, è possibile presentare solo gli impedimenti previsti dall'art.176, 5 CPI.
Nel caso potrà nascere un contraddittorio che potrà dare vita a un provvedimento ricorribile, dal soccombente, alla Commissione dei ricorsi e la cui sentenza è possibile portare in Cassazione.
- Registrazione: verificato che non esistono impedimenti, che non sia stata presentata opposizione o, in caso affermativo, che la stessa si sia risolta positivamente, il marchio viene registrato e l'Ufficio emette un certificato di registrazione.

Generalmente trascorrono oltre 4 mesi tra il momento del deposito della domanda e l'emissione del certificato di registrazione del marchio. devono infatti trascorrere obbligatoriamente 3 mesi per consentire di presentare l'eventuale opposizione amministrativa alla registrazione del marchio.

### Registrazione di un marchio comunitario
La domanda deve essere presentata presso l'Ufficio per l'armonizzazione nel mercato interno (UAMI) che ha sede ad Alicante in Spagna e come qualsiasi altro marchio deve rispettare quali la novità, la capacità distintiva, la liceità, ecc.
L'iter di registrazione è il seguente:
- un'unica domanda;
- un'unica lingua procedurale;
- un unico centro amministrativo;
- un unico fascicolo da gestire;
- un'unica tassa da pagare dell'importo di 900 euro per il deposito elettronico o 1.050 euro in caso di deposito della domanda in formato cartaceo;

L'UAMI non prevede esami di novità del marchio, mentre esiste una procedura di opposizione.
Il marchio comunitario è valido per dieci anni e può essere rinnovato indefinitamente per periodi di ulteriori dieci anni.

### Marchio Depositato e Marchio Registrato
Quando viene presentata una domanda di registrazione di un marchio italiano alla Camera di Commercio o all'Ufficio Italiano Brevetti e Marchi (UIBM), viene attribuito alla suddetta domanda un numero di deposito che identifica il marchio, le classi merceologiche per le quali si intende registrare il marchio, il titolare e tutte le altre informazioni legate al marchio in questione. Da questo momento in poi il marchio può considerarsi depositato e tutelabile.
A questo punto la domanda viene inoltrata all'UIBM che provvede a controllarne i contenuti formali, cioè che il marchio possegga i giusti requisiti e tutte le procedure siano state svolte in maniera corretta. Questa fase dura circa due anni al termine dei quali, se tutte le procedure sono state svolte in maniera corretta e in assenza di opposizioni, il marchio viene registrato e gli viene assegnato un numero di registrazione. Solo a questo punto il marchio può essere considerato registrato.
Il marchio registrato viene denotato con il simbolo ®, mentre il simbolo TM denota genericamente un marchio per il quale sono state attivate delle privative o se il marchio si trova ancora in stato di domanda.

## Diritti esclusivi del titolare del marchio
Il titolare del marchio acquista il diritto di farne un uso esclusivo. In particolare, il titolare ha il diritto di vietare a terzi, salvo il proprio consenso, di utilizzare:
- un segno identico al marchio per prodotti o servizi identici a quelli per cui esso è stato registrato;
- un segno identico o simile al marchio registrato, per prodotti o servizi identici o affini, se a causa dell'identità o somiglianza fra i segni e dell'identità o affinità fra i prodotti o servizi, possa determinarsi un rischio di confusione per il pubblico, che può consistere anche in un rischio di associazione fra i due segni;
- un segno identico o simile al marchio registrato per prodotti o servizi anche non affini, se il marchio registrato goda nello stato di rinomanza e se l'uso del segno senza giusto motivo consente di trarre indebitamente vantaggio dal carattere distintivo o dalla rinomanza del marchio o reca pregiudizio agli stessi.[28]

I diritti sul marchio registrato, non permettono al titolare di vietare, nell'attività economica, l'utilizzo del marchio d'impresa se esso è necessario per indicare la destinazione di un prodotto o servizio, purché l'uso sia conforme ai principi della correttezza professionale, e quindi non in funzione di marchio, ma solo in funzione descrittiva.

## Tutela del marchio
Il marchio, essendo un segno, può essere facilmente copiato e utilizzato senza l'autorizzazione di colui che l'ha registrato.
Per questo, al titolare è riservata la possibilità di esercitare l'azione di contraffazione, che permette la difesa del marchio registrato e impedire l'utilizzo illecito di questo.
È bene ricordare, però, che il marchio non è difeso in maniera assoluta, ma, a seconda delle situazioni, esso può ottenere una tutela più o meno forte, a seconda della somiglianza più o meno forte del segno successivo, del bene o servizio su cui è apposto quest'ultimo e alla rinomanza del primo.
In un primo caso, troviamo la presenza di un marchio già registrato e presente nel mercato e di un segno identico al primo, successivo, su "prodotti o servizi identici".
La legislazione, in questo caso, appone una particolare tutela, in quanto il segno successivo manca della novità, che è uno dei requisiti per la registrazione del marchio.
Per l'utilizzo del marchio, quindi, è necessario obbligatoriamente il consenso del titolare, in quanto non è possibile evitare sanzioni, anche se vi si appone un Disclaimer che avverta che il prodotto non è ufficiale.
Però, questa particolare e forte tutela viene attenuata nel caso di pubblicità comparative e, specie, nell'ambiente virtuale, quando si riesce a provare che non vi è rischio di un pregiudizio alla distinzione tra segno e marchio.
La tutela, inoltre, è utilizzabile solo in ambito commerciale e nell'attività economica, permettendo, quindi, l'uso nel privato o per iure imperii, come l'articolo 9 del regolamento sul marchio comunitario afferma.
Nel secondo caso, invece, abbiamo un segno posteriore a un marchio registrato, tra loro simili o identici per beni identici od affini, per cui è possibile "un rischio di confusione per il pubblico", che si traduce nella possibilità, per il consumatore, o di attribuire il prodotto contraffatto al titolare del marchio registrato o di collegare il ricordo del marchio al segno posteriore, trasferendo l'accredimento dell'uno sull'altro.
L'accertamento della possibile contraffazione, dalla giurisprudenza comunitaria, è effettuata tenendo conto sia della somiglianza del segno con il marchio, sia dei beni a cui è destinato l'utilizzo dei beni, sia alla tipologia del consumatore a cui è rivolto il prodotto o il servizio.

### Durata
La durata della protezione è di 10 anni dalla data del primo deposito. A scadenza, può essere rinnovata a tempo indeterminato, per periodi di 10 anni consecutivi.

### Legislazione
In Italia è in vigore il Decreto legislativo 10 febbraio 2005, n. 30